# Доля (вірш)
Доля —  Тараса Шевченка, що входить до ліричного циклу «Доля», «Муза», «Слава» 1858 року, у якому автор переосмислює свою творчу долю, свого роду ліричний підсумок прожитого поетом життя.

## Історія створення і публікація
Зберіглося декілька чистових автографів вірша: у щоденнику Шевченка — запис від 9 лютого 1858 року; у листі до М. С. Щепкіна від 10 лютого 1858 року; у листі до М. М. Лазаревського від 22 лютого 1858 року; у «Більшій книжці». Дата у «Більшій книжці» до циклу «Доля», «Муза», «Слава»: «1858. Нижній Новгород». Вірш датується за часом запису твору до щоденника Шевченка: 9 лютого 1858 року, Нижній Новгород. Найраніший відомий текст — автограф у щоденнику Шевченка, куди його переписано з автографа, що не зберігся.
У 1858 році, не раніше 18 березня й не пізніше 22 листопада, Шевченко переписав твір, виправивши рядок 16, до «Більшої книжки», текст якої остаточний. З «Більшої книжки» зробив список П. О. Куліш.
Вперше надруковано в альманасі «Хата» 1860 року, за «Більшою книжкою» без останніх чотирьох рядків. Повний текст вперше надруковано у збірці: «Кобзарь Тараса Шевченка / Коштом Д. Е. Кожанчикова» 1867 року, за текстом щоденника.
За текстом альманаху «Хата» зроблено рукописні списки у збірках: «Сочинения Т. Г. Шевченка», 1862року; «Кобзарь», 1863—1867, Катеринослав.
У 1862 році в журналі «Основа» опубліковано текст щоденника поета із автографом твору (№ 5, стор. 23); за цією публікацією виконано рукописні копії у збірках: «Кобзарь Тараса Шевченка» Д. Демченка (Київ, 1865 рік), де переписано лише останні чотири рядки вірша; у збірці невідомою рукою без назви й дати — ймовірно, другої половини XIX ст.; у збірці невідомою рукою без назви й дати. «Кобзар» 1866 року (невідомою рукою) містить два списки твору — за текстом щоденника і за текстом альманаху «Хата».
Вірш «Доля» і два наступних — «Муза» й «Слава» — складають єдиний цикл, триптих. Тексти цих поезій записано в щоденнику під порядковою нумерацією — I, II, III. Зміст триптиха — поетичне осмислення пройденого шляху, свого призначення як митця, мети життя.

## Жанр, композиція
За жанром вірш являє собою ліричну медитацію, оформлену у вигляді монолога ліричного героя із вкрапленням діалогу: «Учися, серденько, колись // З нас будуть люде,— ти сказала». Композиційно вірш побудовано на протиставленнях — тезах (твердженнях) і антитезах (запереченнях). Ліричний сюжет містить чотири композиційно-смислові частини, у яких реалізується емоційний і логічний розвиток теми. У першій ліричний герой звертається до персоніфікованої Долі, розповідаючи про її опіку над ним, згадуючи обіцянку вивести його в люди. Наступний фрагмент — украй стислий, усього півтора рядка: «А ти збрехала. // Які з нас люде?». У ліричному розгортанні сюжету вірша ці два речення становлять самостійну частину, тобто антитезу — така їхня смислова та образна щільність. Наступна важлива частина, що є кульмінаційною, синтезує думки, висловлені у двох попередніх фрагментах: «Ми не лукавили з тобою, // Ми просто йшли: у нас нема // Зерна неправди за собою». Останні чотири рядки містять спонуку до подальшого шляху: «Ходімо дальше, дальше слава, // А слава — заповідь моя»

## Ідейно-тематичний зміст
Цикл являє собою художню цілість — триптих, кожний наступний вірш якого є новим щаблем у розвитку ліричної думки поета. Лірична тема триптиха —самоусвідомлення поетом своєї творчості. Поетичний цикл є своєрідним підсумком і переосмисленням прожитого, рефлексією над своїм світопризначенням. Ліричний герой циклу створює свого роду вербальний автопортрет.
«Доля» є першим віршем циклу. Мотив долі набуває тут спрямування дещо відмінного від деяких творів попередніх років: не жалю й нарікання на важкі й несправедливі життєві випробування, а усвідомлення суворої, проте благодійної школи життя, що загартувала дух і морально виховала його. Підсумовуючи пройдену життєву путь, поет сприймає власну творчу долю позитивно з етичного погляду. Свідомість того, що його життєвий шлях був шляхом правди, сповнює поета почуттям глибокого задоволення і спокійною упевненістю щодо свого майбутнього. Міфологема долі в Шевченка коріниться в народному уявленні про неозначену, однак непереборну силу, яка супроводить людину протягом її життя, однак поет переосмислює цю силу, проєктуючи на власні діяння й зусилля.
«Це можна пояснити хіба дією тих таємничих сил внутрішньої обдарованості, які від раннього дитинства незупинно штовхали Тараса до пізнання світу й самого себе. Він не ждав долі, а шукав її — підсвідомо, але вперто. Звідси — і щасливі випадки в його житті, і ті, що крізь біду виводили зрештою на добру дорогу: „Ти взяла // Мене, маленького, за руку // І в школу хлопця одвела // До п'яного дяка в науку“. Це було одне обличчя його долі, якій він сумливо дякує. Але вона мала й інше обличчя  — чуже: несла ті трагічні випадковості, за якими стояли трагічні обставини часу. Проте, оглядаючи своє життя з висоти досвіду й страждань, Шевченко не докоряє „Долі“ за це її друге обличчя, лише легенько нагадує: „А ти збрехала. // Які з нас люди?“ — хоч як багато для нього за цим стоїть. Він прощає „Долю“: „Та дарма!“ ... Вони йдуть разом із своїм підсумованим життям, із своїм сумлінням: „Ми просто йшли; у нас нема // Зерна неправди за собою“»— І. М. Дзюба

## Мистецькі інтерпретації
- Ще за життя Шевченка, 1860 року, вірш було перекладено російською мовою тричі: у журналі «Светоч» (автор перекладу — Л. П. Блюммер), у виданні «Кобзарь Тараса Шевченка в переводе русских поэтов» (перекладач — М. В. Гербель та в журналі «Народное чтение» (№ 5) у перекладі М. С. Курочкіна.
- Вірш було покладено на музику М. В. Лисенком.
- Ілюстрацію до вірша в 1980-ті роки створила художниця К. В. Штанко.